# アスカリドール
アスカリドール (ascaridole) は天然に存在する有機化合物の一種で、モノテルペンに分類される。アスカリドールのようにペルオキシド構造を持つ天然物は少ない。アカザ属の植物、特にアリタソウ (Chenopodium ambrosioides) の精油の主成分である。
無色の液体で、ほとんどの有機溶媒に可溶である。他の低分子量の有機過酸化物（ペルオキシド）と同じく、不安定であり、加熱あるいは有機酸で処理すると爆発しやすい。
線虫を駆除するための薬（虫下し）として使われる。

## 歴史
最初に発見されたペルオキシドであり、長らく唯一のペルオキシドとして知られていた。1912年にオットー・ヴァラッハによって構造が解明され、1944年にカール・ツィーグラーによって初めて合成された。用いられたのはα-テルピネンをクロロフィルの存在下に光照射して酸素と反応させる方法であった。その反応条件下では一重項酸素が発生し、これがテルピネンのジエン部分とディールス・アルダー反応を起こす。